# Oceanisch kampioenschap voetbal vrouwen 2014
Het Oceanisch kampioenschap voetbal vrouwen 2014 is een internationaal voetbaltoernooi voor vrouwen. Het is de tiende keer dat dit toernooi gespeeld wordt. Gastland is Papoea-Nieuw-Guinea. Het toernooi werd gespeeld van 25 tot en met 29 oktober 2014. Winnaar werd Nieuw-Zeeland, dat voor de vijfde keer de titel veroverde. Het kwalificeerde zich daarmee tevens voor het WK 2015.
Oorspronkelijk zouden alle wedstrijden plaatsvinden in het Sir Ignatius Kilage Stadium in Lae, maar dit werd later gewijzigd in de Kalabond Oval in Kokopo. Alhoewel alle elf bij de OFC aangesloten landen mochten deelnemen, schreven slechts vier teams zich in. Zij speelden allemaal een keer tegen elkaar in een round-robintoernooi.

## Gekwalificeerde landen
| Land                | Aantal deelnames (incl. 2014) | Laatste deelname | Beste deelname                   |
| ------------------- | ----------------------------- | ---------------- | -------------------------------- |
| Papoea-Nieuw-Guinea | 8e                            | 2010             | Tweede plaats (2007, 2010)       |
| Cookeilanden        | 3e                            | 2010             | Derde plaats (2010)              |
| Nieuw-Zeeland       | 10e                           | 2010             | Winnaar (1983, 1991, 2007, 2010) |
| Tonga               | 3e                            | 2010             | Derde plaats (2007)              |

## Wedstrijden
| Pos | Land                | Wed | Win | Gel | Ver | DV | DT | +/− | Pnt |
| --- | ------------------- | --- | --- | --- | --- | -- | -- | --- | --- |
| 1   | Nieuw-Zeeland       | 3   | 3   | 0   | 0   | 30 | 0  | +30 | 9   |
| 2   | Papoea-Nieuw-Guinea | 3   | 2   | 0   | 1   | 7  | 4  | +3  | 6   |
| 3   | Cookeilanden        | 3   | 0   | 1   | 2   | 2  | 16 | −14 | 1   |
| 4   | Tonga               | 3   | 0   | 1   | 2   | 1  | 20 | −19 | 1   |

|                                | |      |       |                                                                     |
| 25 oktober 2014 11:00 (UTC+10) | Nieuw-Zeeland | 16–0 | Tonga | Kalabond Oval, Kokopo Toeschouwers: 300 Scheidsrechter: Tupou Patia |
| 25 oktober 2014 11:00 (UTC+10) | Cleverley 1', 18' Gregorius 8' (pen.), 50', 70' Hassett 17' Collins 20', 69', 76' White 26', 29' Longo 67', 77' Hearn 86', 90+7' Percival 90+2' |      |       | Kalabond Oval, Kokopo Toeschouwers: 300 Scheidsrechter: Tupou Patia |

|                                 |                                    |     |                |                                                   |
| 25 oktober 2014 14:000 (UTC+10) | Papoea-Nieuw-Guinea                | 4–1 | Cookeilanden   | Kalabond Oval, Kokopo Scheidsrechter: George Time |
| 25 oktober 2014 14:000 (UTC+10) | Birum 16' M. Gunemba 26', 36', 84' |     | 90' Maoate-Cox | Kalabond Oval, Kokopo Scheidsrechter: George Time |

|                                |                 |     |              |                                                 |
| 27 oktober 2014 11:00 (UTC+10) | Tonga           | 1–1 | Cookeilanden | Kalabond Oval, Kokopo Scheidsrechter: Anio Amos |
| 27 oktober 2014 11:00 (UTC+10) | Loto'aniu 90+5' |     | 83' Toka     | Kalabond Oval, Kokopo Scheidsrechter: Anio Amos |

|                                |                     |                                 |               |                                                      |
| 27 oktober 2014 14:00 (UTC+10) | Papoea-Nieuw-Guinea | 0–3                             | Nieuw-Zeeland | Kalabond Oval, Kokopo Scheidsrechter: Finau Vulivuli |
| 27 oktober 2014 14:00 (UTC+10) |                     | 59' Stott 70' Hearn 90+2' Longo |               | Kalabond Oval, Kokopo Scheidsrechter: Finau Vulivuli |

|                                |              | |               |                                                      |
| 29 oktober 2014 11:00 (UTC+10) | Cookeilanden | 0–11                                                                                               | Nieuw-Zeeland | Kalabond Oval, Kokopo Scheidsrechter: Finau Vulivuli |
| 29 oktober 2014 11:00 (UTC+10) |              | 12', 20' Collins 14' Erceg 19', 47', 56', 86' Hearn 43' Percival 45+4' White 54' Stott 75' Hassett |               | Kalabond Oval, Kokopo Scheidsrechter: Finau Vulivuli |

|                                |       |                               |                     |                                                   |
| 29 oktober 2014 14:00 (UTC+10) | Tonga | 0–3                           | Papoea-Nieuw-Guinea | Kalabond Oval, Kokopo Scheidsrechter: Topou Patia |
| 29 oktober 2014 14:00 (UTC+10) |       | 25' M. Gunemba 32', 62' Kaipu |                     | Kalabond Oval, Kokopo Scheidsrechter: Topou Patia |

## Doelpuntenmakers
7 doelpunten
- Amber Hearn

5 doelpunten
- Helen Collins

4 doelpunten
- Meagen Gunemba

3 doelpunten
- Sarah Gregorius
- Annalie Longo
- Rosie White

2 doelpunten
- Daisy Cleverley
- Betsy Hassett
- Ria Percival
- Rebekah Stott
- Marie Kaipu

1 doelpunt
- Lee Maoate-Cox
- Tepaeru Toka
- Abby Erceg
- Sandra Birum
- Heilala Loto'aniu